# Marca d'Ivrea
La Marca d'Ivrea, nota anche come Marca anscarica, era una marca di età carolingia, costituita nel IX secolo con capitale Ivrea, nell'Italia settentrionale, tra il regno di Borgogna e il regnum Italicorum; fu retta dagli Anscarici.

## Storia
Essa venne costituita nell'888 da Guidone da Spoleto che aveva diviso in due parti il ducato di Neustria rispettivamente in marca di Langobardia e appunto marca d'Italia. Al momento dell'istituzione comprendeva  le contee di Acqui, Alba, Asti, Torino, Vercelli, Pombia (Novara), Burgaria (nel Vigevanese) e naturalmente Ivrea. Nel loro complesso tutti questi territori corrispondevano grosso modo all'attuale Piemonte, più alcuni lembi della Lombardia e della Liguria.
Nel 951 Berengario II d'Ivrea, re d'Italia, suddivise la marca d'Ivrea, donando ampi territori ad Arduino il Glabro, che divenne marchese della marca arduinica (detta anche marca di Torino) e ad Aleramo, da cui discendono i marchesi del Monferrato e tutti gli altri Aleramici
La seconda marca d’Ivrea, nata nel IX secolo dopo lo sfaldamento della marca carolingia, era meno estesa. Gli storici non sono concordi circa l'entità della circoscrizione.
Secondo lo storico Iacopo Durandi, a sua volta condizionato dalla dissertatio chorografica di Ludovico Muratori, facevano parte del districtus i comitati di Ivrea, Aosta, Ossola, Stazzona, Novara, Vercelli, Santhià, Lomello e il ducato di San Giulio d’Orta. Secondo Ferdinando Gabotto, invece, la marca comprendeva i comitati di Ivrea, Vercelli, Pombia, Ossola, Bulgaria e Lomello. Giuseppe Sergi ritiene che a questo elenco si debba aggiungere Santhià, mentre Aosta non sarebbe stata compresa nella circoscrizione.
La circoscrizione epoderiese, di conseguenza, mutò i suoi confini. Inoltre ci fu un importante cambiamento al vertice del potere causato proprio dallo sgetolamento della marca carolingia: infatti, al posto di marchesi e conti assunse enorme potere la figura del vescovo. I vescovi Leone di Vercelli e Pietro di Novara, per esempio, cercarono di cogliere i frutti della disgregazione della marca d'Ivrea, rivendicando la giurisdizione dei comitati che rientravano nelle loro diocesi: Vercelli e Santhià il primo, Pombia e Ossola il secondo.
Furono appunto le aree comitali omogeneamente controllate dai vescovi quelle che sopravvissero senza mutare fisionomia, al contrario dei comitati di Stazzona e Burgaria che rimasero ai margini di questo processo in quanto divisi fra diverse tendenze locali, che persero consistenza.
Nella maggior parte dell'area dell'antico comitato d'Ivrea la presa di potere dei vescovi fu una tappa fondamentale per i successivi sviluppi signorili e dei comuni, soltanto due città fanno eccezione: Lomello, in quanto il comitato entrò nell'influenza di Pavia, capitale del regnum Italicorum, e dei conti titolari della funzione comitale, e Ivrea con il suo territorio che diventò durante l'XI secolo il centro della difesa dei sedicenti discendenti di Arduino e dell'aristocrazia che era ad essi fedele.

## Marchesi
- Anscario I, 891 – 901
- Adalberto I d'Ivrea, 901 – 929
- Anscario II d'Ivrea, 929-936
- Berengario II d'Ivrea, 936-941, 945-957
- Guido d'Ivrea, 957 – 965
- Corrado d'Ivrea, 970 – 991/995
- Arduino d'Ivrea, 991/995 – 999
- Arduino II d'Ivrea, 999 – 1014 (presunto).